# Triệu Tài (nhà Tùy)
Triệu Tài (chữ Hán: 赵才, 547 – 619), tự Hiếu Tài, người quận Tửu Tuyền , tướng lãnh nhà Tùy. Gần trọn sự nghiệp, Tài làm túc vệ cho Tùy Dượng đế Dương Quảng, từ khi Dương Quảng còn là Tấn vương, cho đến ông ta bị Vũ Văn Hóa Cập sát hại.

## Khởi nghiệp
Ông nội là Triệu Ngụy, làm đến Ngân thanh quang lộc đại phu, Nhạc Lãng thái thú nhà Tây Ngụy. Cha là Triệu Thọ, làm đến Thuận Chánh thái thú nhà Bắc Chu.
Tài từ nhỏ mạnh mẽ, giỏi cưỡi ngựa bắn cung, tính thô kệch hung tợn, không có vẻ nghiêm trang. Đời Bắc Chu, Tài được làm Dư chánh thượng sĩ. Tùy Văn đế lên ngôi, Tài nhờ nhiều lần lập quân công mà được thăng đến Thượng nghi đồng tam tư. Sau đó, Tài được điều đến phục vụ Tấn vương Dương Quảng; Dương Quảng trở thành Thái tử, ông được bái làm Hữu ngu hậu soái.

## Sự nghiệp
Dương Quảng lên ngôi, tức là Tùy Dượng đế, Tài được chuyển làm Tả bị thân phiếu kỵ, sau đó được thăng làm Hữu kiêu vệ tướng quân. Dượng đế cho rằng Tài là bề tôi cũ ở phiên để , dần đãi ngộ thân thiết. Tài cũng siêng năng không dám trễ nhác, tại nhiệm sở trở nên nổi tiếng. Hơn năm sau, Tài được chuyển làm Hữu hậu vệ tướng quân.
Tài tham gia trấn áp tộc Thổ Dục Hồn, được làm Hành quân tổng quản, soái bọn Vệ úy khanh Lưu Quyền, Binh bộ thị lang Minh Nhã ra Hợp Hà đạo, cùng địch đối trận, đánh phá được, nhờ công được tiến vị làm Kim tử quang lộc đại phu. Sau đó Tài tham gia tiến đánh Cao Câu Ly, ra Kiệt Thạch đạo, trở về được thụ chức Tả hậu vệ tướng quân; ít lâu sau được thăng làm Hữu hậu vệ đại tướng quân. Bấy giờ mỗi khi Dượng đế ra ngoài, Tài luôn làm việc mở đường, cấm đoán kẻ nào cản trở, không kiêng dè ai. Trên đường Tài gặp vợ con của công khanh phạm cấm, liền lớn tiếng mắng nhiếc, khiến mọi người kéo nhau bỏ đi. Người đương thời tuy đối với Tài bất mãn, nhưng ông giữ lẽ phải, chẳng hề ngại gì.
Năm Đại Nghiệp thứ 10 (614), Dượng đế đi cung Phần Dương, lấy Tài lưu thủ Lạc Dương. Năm thứ 12 (616), Dượng đế ở Lạc Dương, sắp đi Giang Đô. Tài thấy khắp nơi nổi dậy, sợ là xã tắc lâm nguy, tự nghĩ mình chịu ơn sâu dày, không thể ngồi nhìn diệt vong, vì thế vào can rằng: "Nay trăm họ mệt mỏi, kho lẫm trống rỗng, giặc cướp như ong, pháp luật không còn. Mong bệ hạ về kinh sư, an triệu dân. Thần dẫu ngu dốt, dám liều chết mà xin." Dượng đế cả giận, đem Tài giam lại; qua chừng 1 tuần, đế nguôi ngoai, bèn cho thả ông ra.
Dượng đế đi Giang Đô, đãi ngộ Tài càng thêm thân mật. Bấy giờ Giang Đô hết lương, tướng sĩ nản lòng; bọn Nội sử thị lang Ngu Thế Cơ, Bí thư giam Viên Sung nhiều lần khuyên Dượng đế đi Đan Dương. Dượng đế tổ chức bàn bạc việc này, Tài ra sức trình bày kế hoạch quay về kinh sư, Thế Cơ hăng hái nói rằng vượt Trường Giang là tiện. Dượng đế im lặng không đáp, Tài và Thế Cơ đều phẫn uất trở ra.

## Cái chết
Vào lúc Vũ Văn Hóa Cập sát hại Dượng đế (618), Tài đang ở Uyển Bắc, Hóa Cập sai tướng của quân Kiêu Quả là Tịch Đức Phương giả chiếu thư đuổi theo; ông nghe có chiếu nên bước ra, Đức Phương mệnh cho đồ đảng bắt lấy, đem về gặp Hóa Cập. Hóa Cập nói: "Việc ngày hôm nay, chỉ được như vầy!" Tài im lặng không đáp, Hóa Cập căm giận, muốn giết ông, nhưng 3 ngày sau lại thả ra. Hóa Cập cho Tài được giữ bản quan để làm Tòng sự, nhưng ông uất ức không thôi. Tài từng dự tiệc của Hóa Cập, đề nghị mời rượu những kẻ đồng mưu sát hại Dượng đế với Hóa Cập là bọn Dương Sĩ Lãm 18 người, Hóa Cập đồng ý. Tài cầm chén, nói rằng: "18 người chỉ có 1 lần ra tay, chớ có thay đổi lần nữa." Mọi người đều im lặng không đáp.
Vũ Văn Hóa Cập thua chạy đến Liêu Thành, Tài mắc bệnh ở đấy. Ít lâu sau Liêu Thành bị thủ lãnh nghĩa quân là Đậu Kiến Đức phá vỡ, Hóa Cập bị giết (619), Tài nghĩ mình lại một lần nữa rơi tay "giặc", trong lòng bất bình, qua vài ngày thì mất, hưởng thọ 73 tuổi.